# Societat Anònima Arnús-Garí
La Societat Anònima Arnús-Garí fou un banc de Barcelona fundat el 1910 i absorbit el 1942 pel Banco Español de Crédito.

## Història

### Antecedents
El banquer Evarist Arnús, veient el poc interès pels negocis del seu fill Emili Arnús i Oliveras, va traspassar la seva activitat bancària al seu nebot Manuel Arnús i Fortuny. A la mort del seu oncle el 1890, aquest va exercir de banquer sota la raó social Manuel Arnús i Cia, de la qual Josep Garí i Cañas era el principal directiu.
En morir Emili Arnús el 1908, el seu fill Gonçal Arnús i Pallós va voler executar el testament del seu avi, que entre altres actius li cedia a ell una participació en el banc i la seu social situada al passatge del Rellotge. No s'entengué amb el seu oncle Manuel Arnús, de forma que es dissolgué la societat i cada branca familiar engegà un projecte bancari de forma autònoma. El 1910, Manuel Arnús i Josep Garí i Cañas fundaren la Societat Anònima Arnús-Garí, mentre que Gonçal Arnús establí la Banca Arnús.
L'entitat es constituí amb un capital de 5 milions de pessetes, representat per 1.000 accions de 500 pessetes cadascuna, que es repartiren entre els dos socis.

### Activitat bancària
Si bé la seva activitat estava dirigida a les empreses, el banc no feia operacions de descompte o crèdit comercial. Es va centrar en:
- Comptes corrents d'efectes. El dipositari obri un compte depositant valors mobiliaris (accions), podent fer retirades en efectiu. La disponibilitat de les accions permetia que el banc tingués representació en el consell d'administració de moltes societats.
- Serveis de tresoreria per a empreses. Facilitava crèdit a les empreses quan els en feia falta, i els administrava els sobrants en efectiu.

La societat va rebre la sol·licitud per part d'Emili Riu i Periquet de finançar els seus projectes hidroelèctrics a la Vall Fosca, però ho van rebutjar per considerar-ho massa arriscat.
Posteriorment, durant la Primera Guerra Mundial, la SA Arnús-Garí canalitzà el finançament de la majoria de les emissions d'obligacions de Riegos y Fuerza del Ebro en pessetes, en uns anys que pel conflicte bèl·lic era difícil rebre capital dels països bel·ligerants. La relació entre les dues empreses es mantingué durant molts anys. La seva vinculació en els negocis de Riegos y Fuerza del Ebro fou intensa, fins al punt de ser titular el 1926 de concessions dels salts d'aigua provinents de l'empresa Caminos de Hierro, Saltos y Minas de Cataluña, que posteriorment serien cedits a Saltos del Segre, emperesa pertanyent al grup de la Barcelona Traction, Light and Power.
Quan Manel Arnús va morir l'any 1916, la gestió del banc va quedar en mans de Josep Garí i Cañas (†1925). Immediatament es van incorporar com a vocals del banc el seu fill, Jordi Garí i Gimeno, i el seu nebot, Josep Garí i Gimeno. El 1920, el banc va adquirir els actius de la Societat General d'Aigües de Barcelona a la Lyonnaise des Eaux, que actuava a Barcelona des de 1882, i el 31 de desembre de 1923 va fundar la Companyia Espanyola d'Electricitat i Gas Lebon. El 1925, un grup financer impulsat per la SA Arnús-Garí i el Banc de Biscaia va formalitzar la compra de Les Tramways de Barcelone a la Barcelona Traction, Light and Power.

### Absorció
Acabada la Guerra Civil espanyola, el nou règim franquista va decretar el tancament del Mercat Lliure de Valors de Barcelona, en el qual la SA Arnús-Garí havien operat eficientment durant anys. Addicionalment, la prohibició dels comptes corrents d'efectes i altres canvis legislatius que es van produir en el negoci bancari després de la guerra van fer inviable el model de negoci de la Societat Anònima Arnús-Garí, sent absorbit pel Banco Español de Crèdito el 1942.